# Shanyangwei Bandao
Shanyangwei Bandao (chinesisch 山羊尾半島 ‚Schafschwanz-Halbinsel‘) ist eine Halbinsel von Fisher Island vor der Ingrid-Christensen-Küste des ostantarktischen Prinzessin-Elisabeth-Lands. Sie bildet den nordwestlichen Ausläufer der Insel.
Chinesische Wissenschaftler benannten sie im Jahr 1993 so, weil die Halbinsel sie in ihrer Form an den Schwanz eines Schafs erinnerte.